# Stantonia sumatrana
Stantonia sumatrana är en stekelart som beskrevs av Günther Enderlein 1908. Stantonia sumatrana ingår i släktet Stantonia och familjen bracksteklar. Inga underarter finns listade i Catalogue of Life.